# Ramzi Yousef

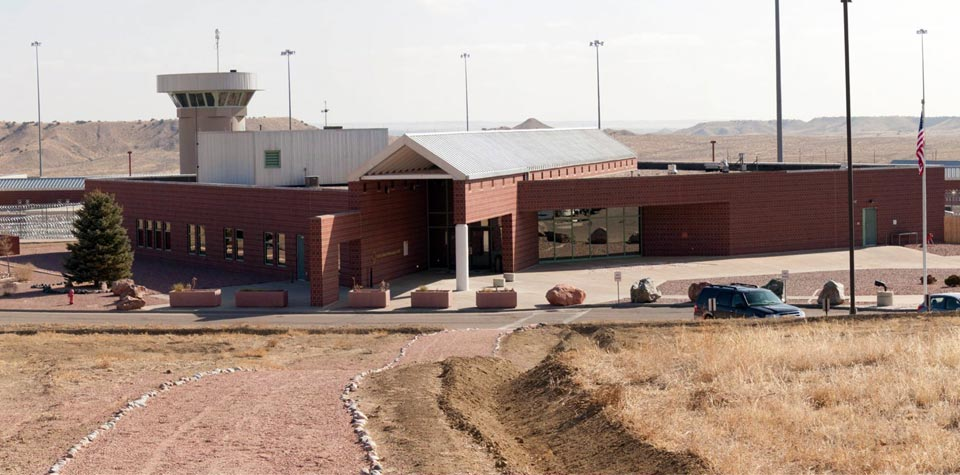
La Penitenciaria ADX Florence

Ramzi Yousef (Ciudad de Kuwait, 27 de abril de 1968) también conocido por docenas de alias, es un terrorista  Kuwaiti y de ascendencia pakistaní, fue uno de los planificadores de los atentados contra el World Trade Center de 1993 y el autor del atentado del Vuelo 434 de Philippine Airlines que causó la muerte de un pasajero. 

## Arresto
Fue arrestado en un escondite de Al Qaeda en Islamabad (Pakistán) en 1995 por agentes especiales del Servicio de Seguridad Diplomática (DSS) de los Estados Unidos y fue extraditado a los Estados Unidos.

## Primeros años
El nombre "Ramzi Yousef" se cree que es un alias. La Comisión del 9/11 afirmó que el verdadero nombre de Yousef es Abdul Basit Mahmoud Abdul Karim. Nació en Kuwait de padres que eran de Pakistán y Palestina. Su padre es Mohammed Abdul Karim de Balochistán, Pakistán. Se cree que su madre es la hermana de Khalid Sheikh Mohammed.
Cuando su familia regresó a Pakistán a mediados de la década de 1980, Yousef fue enviado al Reino Unido para recibir educación. En 1986, se inscribió en el Instituto Swansea en Gales, donde estudió ingeniería eléctrica y se graduó cuatro años después. También estudió en el Oxford College of Higher Education para mejorar su inglés.
Yousef dejó el Reino Unido después de completar sus estudios y regresó a Pakistán. Comenzó a aprender a fabricar bombas en un campo de entrenamiento terrorista en Peshawar, antes de viajar a los Estados Unidos en 1992.

## Formalización
Fue procesado en la ciudad de Nueva York por la Corte Distrital para el distrito del sur de Nueva York y, junto con dos co-conspiradores, fue acusado de planificar la Operación Bojinka. Yousef afirmó: «Sí, yo soy un terrorista y estoy orgulloso de ello siempre que sea contra el gobierno de los Estados Unidos». El 12 de noviembre de 1997 fue sentenciado a cadena perpetua, sin posibilidad de salir en libertad bajo palabra. Yousef cumple su condena en la prisión federal de máxima seguridad ADX Florence, situada cerca de la localidad de Florence, en el estado de Colorado, y tiene el número de la Agencia Federal de Prisiones 03911-000. El tío de Yousef es Jalid Sheij Mohammed, un alto mando de Al Qaeda, también en custodia de los Estados Unidos.